# Хов, Анна
А́нна Хов (норв. Anne Olsdatter Hov; 6 января 1846, Skåbu, Оппланн — 25 января 1936) — норвежская фермерша, считающаяся изобретательницей ставшего традиционным сыра брюнуст.
Родители Анны работали на ферме Сулбросетра (норв. Solbråsetra) в муниципалитете Сёр-Фрун с 1851 года, Анна с 10 лет помогала им в качестве доярки. Как утверждается, в 1863 году ей пришло в голову при изготовлении мягкого сыра прим путём уваривания козьего молока и сыворотки коровьего молока добавлять сметану для повышения жирности готового продукта. Выйдя замуж за фермера Тура Хова и перебравшись на ферму Рустхого (норв. Rusthågå) в соседнем муниципалитете Нур-Фрон, Анна Хов развернула производство этой разновидности сыра более широко, а местный торговец Уле Кунгсли стал поставлять её для продажи в столицу страны Осло. В 1908 году сыр по рецепту Анны Хов начала производить фабричным способом компания «Tretten».
Изменения в рецептуре сыра, введённые Анной Хов, привели к тому, что брюнуст стал важным источником железа в норвежском национальном рационе. Кроме того, считается, что наладившееся производство брюнуста спасло в 1880-е годы сельское хозяйство долины Гудбрандсдаль от экономической катастрофы.
В 1933 году Анна Хов была награждена серебряной медалью как «настоящий изобретатель гудбрандсдальского сыра».